# Annunziata Scipione

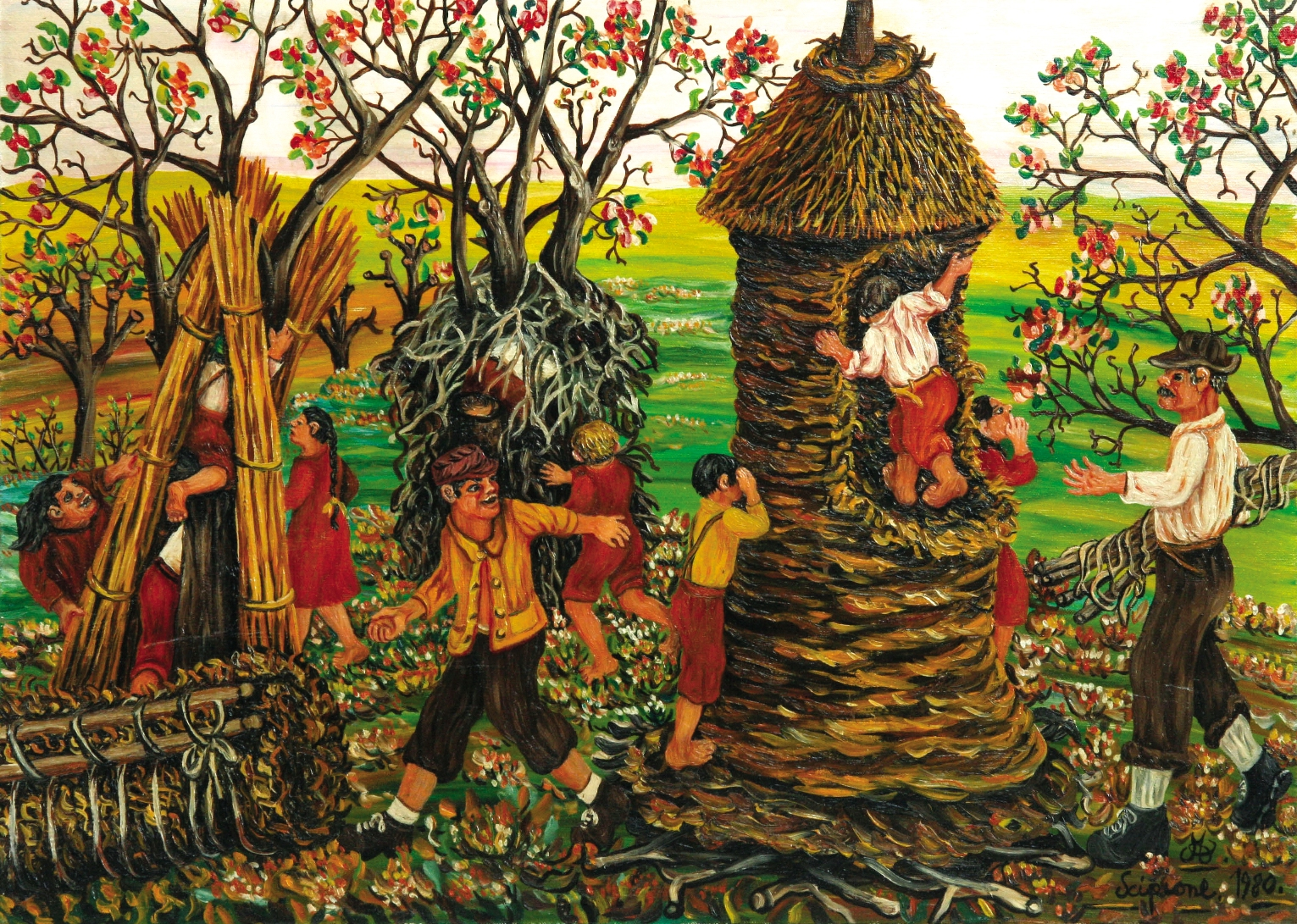
Annunziata Scipione, A nascondino, 1980, olio su tela, 50x70 cm

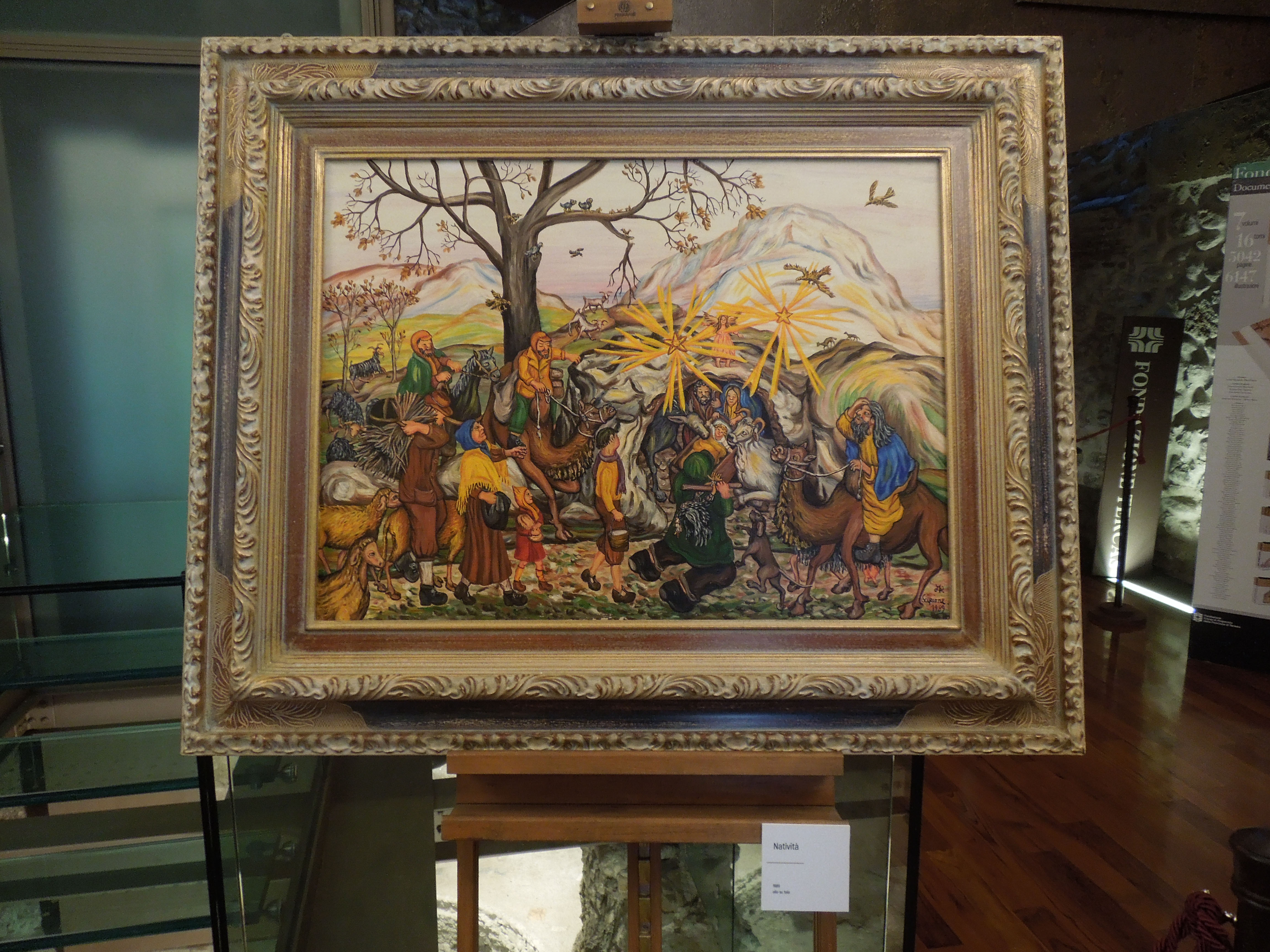
Annunziata Scipione, "Natività", olio su tela

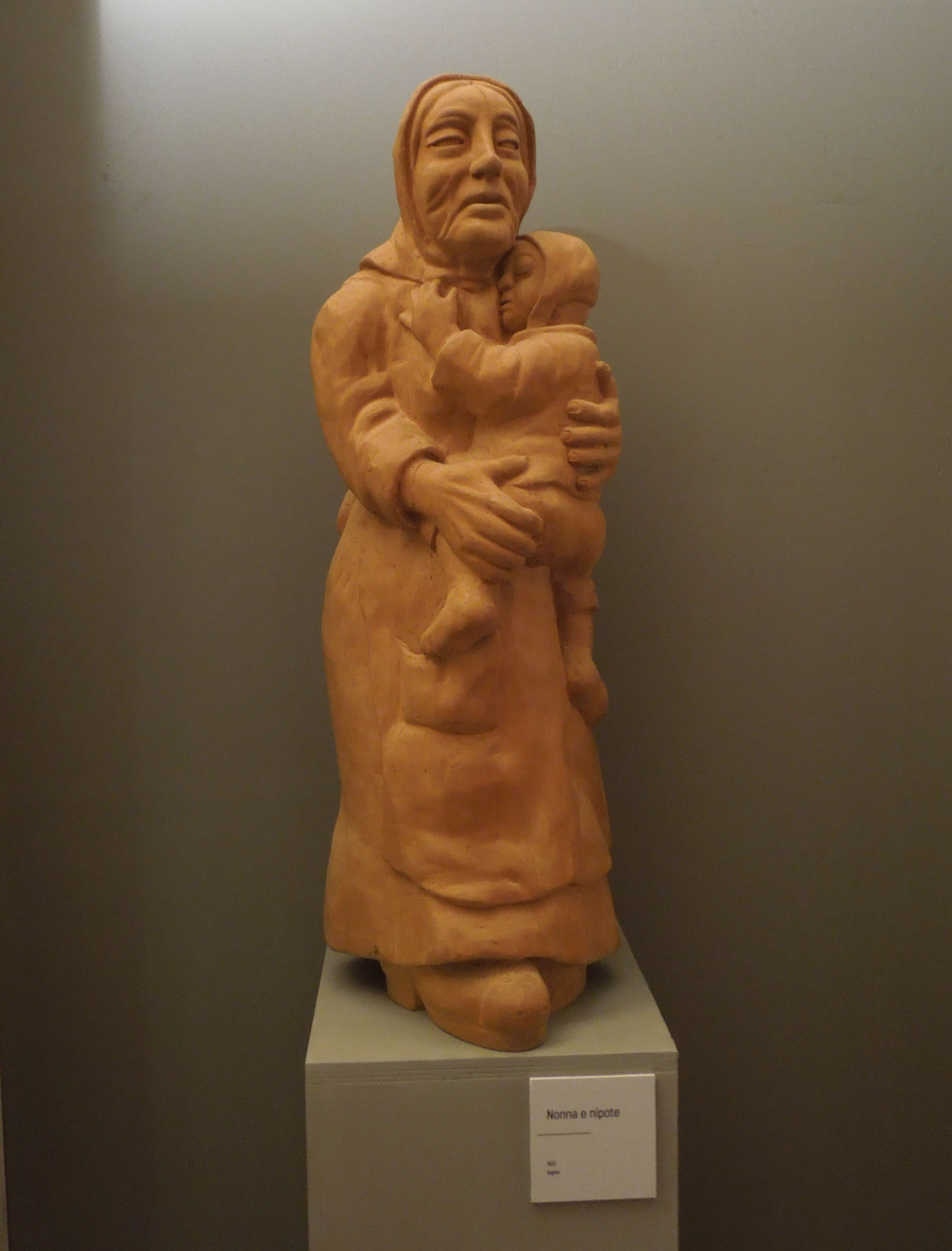
Annunziata Scipione, "Nonna e nipote"

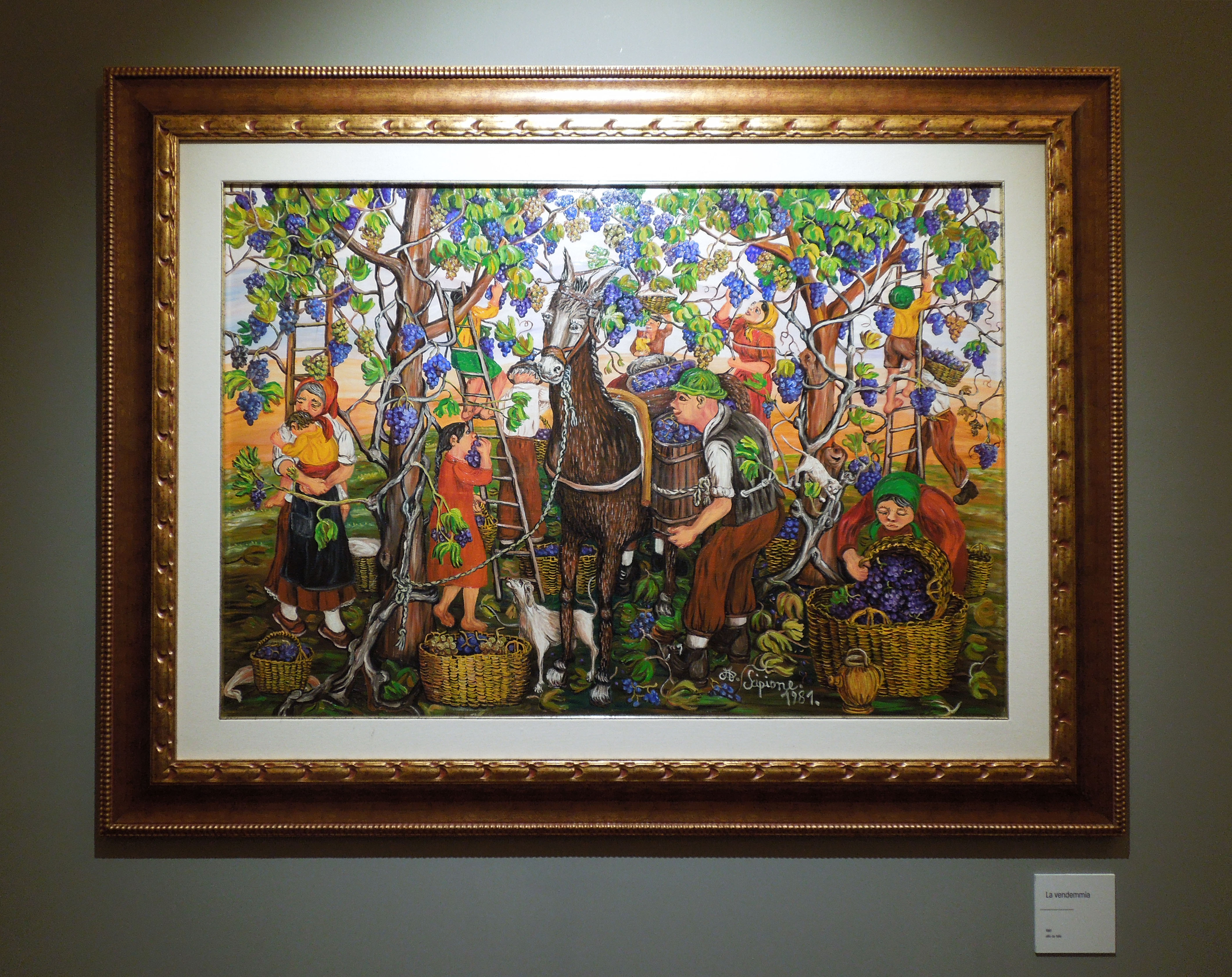
Annunziata Scipione, "La vendemmia", olio su tela

Annunziata Scipione (Camerale di Tossicia, 24 marzo 1928 – Teramo, 24 aprile 2018) è stata una pittrice e scultrice italiana.

## Biografia
Annunziata Scipione nacque a Camerale di Tossicia (Teramo) il 24 marzo 1928, ultima di sette figli di una famiglia contadina. Frequentò la scuola primaria fino alla terza elementare, ma fin da piccola mostrò un grande talento nel disegno. 
Dal matrimonio con il capomastro Ettore Di Pasquale, ebbe un figlio Piero e fu dedita alla famiglia, conduzione della casa e i lavori in campagna. Di fronte a scene di vita bucolica, avvertì sempre l’irrefrenabile passione per il disegno e la pittura, a tal punto da coltivarla di nascosto da tutti.
Inizió la sua attività di artista nel 1968 scolpendo il legno locale e dal 1972 si concentrò anche sulla pittura.
Ha partecipato a sette edizioni del Premio Nazionale dei Naïfs di Luzzara, venendo premiata in quella del 1977-1978. Due suoi quadri sono stati prescelti per celebrare in tutta Italia l'Anno Santo 1983-1984.
Nel 1985 è stata pubblicata per le Edizioni Essegi di Teramo la monografia di Natale Cavatassi e Giammario Sgattoni L'arte naif di Annunziata Scipione. Pittrice della Valle Siciliana. Nel 2001 si è tenuta a Tossicia e Montorio al Vomano la mostra Antonio Ligabue - Annunziata Scipione.
È ritenuta «una delle più grandi pittrici naïf italiane, artista contadina ammirata da Cesare Zavattini, le cui opere sono esposte nel Museo Nazionale Arti Naïves di Luzzara, accanto ai capolavori di Antonio Ligabue».
Il Comune di Tossicia ha dedicato una sala del Museo Etnografico ad un gruppo di sue opere.
È scomparsa all'età di 90 anni a Teramo il 24 aprile 2018.